# Tokyo Electric Power Company
Tokyo Electric Power Company, Incorporated (東京電力株式会社 Tōkyō Denryoku Kabushiki-kaisha?), också känt som Toden (東電 Tōden?) eller TEPCO, är ett japanskt elproducerande företag.

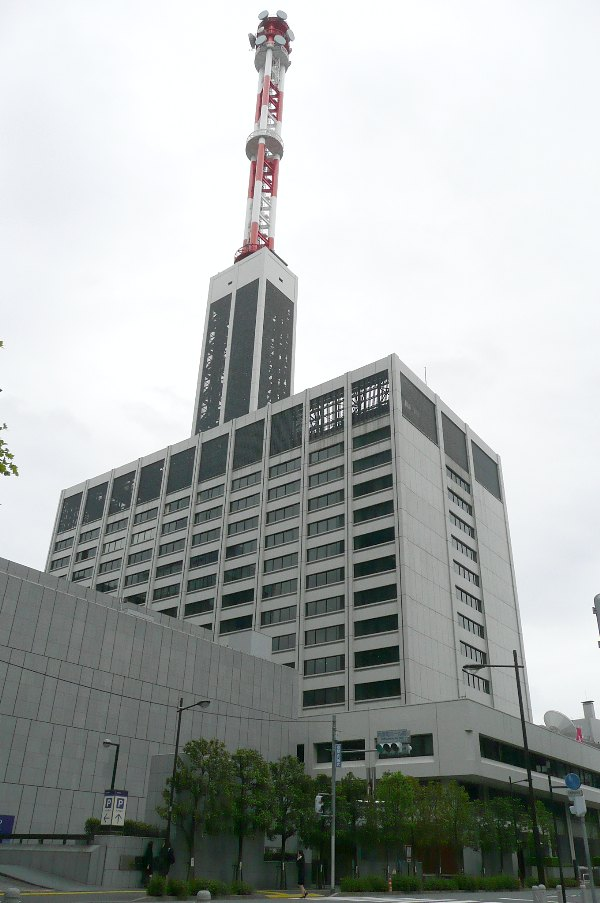
TEPCO:s huvudkontor

Företaget verkar i Yamanashi prefektur, och östra delen av Shizuoka prefektur. Detta område inkluderar Tokyo. Företagets högkvarter ligger i Chiyoda, Tokyo men det finns också kontor i Washington, D.C. och London.
Bolaget har fått uppmärksamhet eftersom de är ägare till det havererade kärnkraftverket i Fukushima.

## Marknad
TEPCO är det största elföretaget i Japan och det tredje största i världen efter Électricité de France och tyska E.ON.